# باتريك كوكس
باتريك كوكس (بالإنجليزية: Patrick Cox)‏ هو مصمم أزياء بريطاني، ولد في 19 مارس 1963 في إدمونتون في كندا.